# گورستان مزار شیر (کاخ کوک)
قبرستان مزار شیر (کاخ کوک) مربوط به دوره تیموریان است و در شهرستان سربیشه، روستای کاخ کوک واقع شده و این اثر در تاریخ ۷ مرداد ۱۳۸۲ با شمارهٔ ثبت ۹۳۱۱ به‌عنوان یکی از آثار ملی ایران به ثبت رسیده است.